# 難波精一郎
難波 精一郎（なんば せいいちろう、1932年4月4日 - ）は、日本の心理学者。専攻は音響心理学、環境心理学。文学博士。大阪大学名誉教授。日本学士院会員。

## 経歴
時間経過に伴って変化する音の印象を捉える「カテゴリー連続判断法」と独自の実験装置の開発により、旧来の定常音研究の枠を超えて複雑な変動音と機械音の研究に道を拓いた。また、多次元的で解析が困難であった音色に関する研究では、各種の音源に関する言語的記述の国際比較など、実験と調査を駆使した多面的なアプローチによって先駆的かつ広範な成果を挙げた。
さらに、機械的騒音の評価には騒音レベルだけでなく音色が大きく影響することを明らかにして、機械音の改善を推進した。これらの研究成果をもとに、「騒音に係る環境基準」の改訂（1988年）に貢献し、また音響設計や音楽演奏の評価法の発展に寄与したことも大きな功績である。

## 年譜
- 1956年 大阪大学文学部哲学科卒業。
- 1961年 大阪大学大学院文学研究科心理学専攻博士課程満期退学。
- 1966年 大阪大学教養部専任講師。
- 1967年 大阪大学教養部助教授。
- 1971年 「音色の研究」で阪大文学博士。
- 1973年 大阪大学教養部教授。
- 1993年 大阪大学大学院工学研究科環境工学専攻併任教授。
- 1994年 大阪大学人間科学部環境心理学講座教授。
- 1996年 大阪大学定年退官、名誉教授、宝塚造形芸術大学教授。ドイツ・オルデンブルク大学名誉哲学博士。
- 2004年 宝塚造形芸術大学退職。
- 2007年 日本学士院会員（第1部、第1分科）。
- 2008年 瑞宝重光章受章[1]。

## 著書
- 『環境研究上極めて重要なテーマを科学的に解説した音色の測定・評価法とその適用例』応用技術出版　1992
- 『音の環境心理学 いい音悪い音』NECクリエイティブ　2001

### 共著・編著
- 『心理・教育のためのFORTRAN』吉田光雄共編著　誠信書房　1974
- 『聴覚ハンドブック』編　ナカニシヤ出版　1984
- 『要説心理学』武衛孝雄共編著　学術図書出版社　1984
- 『音の科学』編　朝倉書店　1989
- 『音の評価のための心理学的測定法』桑野園子共著　コロナ社　1998　音響テクノロジーシリーズ
- 『音環境デザイン』桑野園子編著  加来治郎,岩宮眞一郎, 平松幸三共著　コロナ社　2007　音響テクノロジーシリーズ